# Гёлен
Гёлен (нем. Göhlen) — община в Германии, в земле Мекленбург-Передняя Померания.
Входит в состав района Людвигслуст. Подчиняется управлению Лудвигслуст-Ланд.  Население составляет 348 человек (на 31 декабря 2010 года). Занимает площадь 13,84 км².